# Jan Aleksander Myszkowski
Jan Aleksander Myszkowski herbu Jastrzębiec (zm. w 1687 roku) – kasztelan bełski w latach 1676–1687, podkomorzy bełski w latach 1662–1674, rotmistrz i pułkownik królewski, starosta tyszowiecki, sędzia deputat wojewódzki bełski w konfederacji gołąbskiej, rotmistrz wojska powiatowego województwa bełskiego w 1667 roku.
Poseł sejmiku bełskiego na sejm 1664/1665 roku. W 1666 roku był deputatem województwa bełskiego na Trybunał Główny Koronny w Lublinie. Jako deputat podpisał pacta conventa Michała Korybuta Wiśniowieckiego w 1669 roku. Poseł na sejm nadzwyczajny 1670 roku z województwa bełskiego. Jako komisarz województwa bełskiego i deputat do consilium bellicum był elektorem Jana III Sobieskiego z województwa bełskiego w 1674 roku. Poseł sejmiku bełskiego na sejm koronacyjny 1676 roku. 